# Zlatna
Zlatna (en alemany: Klein-Schlatten, Kleinschlatten, Goldenmarkt; en hongarès: Zalatna; en llatí: Ampellum) és una ciutat del comtat d'Alba, al centre de Transsilvània (Romania). Té una població de 8.226 habitants.

## Administració
La ciutat administra divuit pobles: Botești (Golddorf; Botesbánya), Budeni (Higendorf), Dealu Roatei (Rotberg), Dobrot, Dumbrava, Feneș (Wildendorf; Fenes), Galați (Galz; Ompolygalac), Izvoru Ampoiului (Gross-Ompeil; Nagyompoly)), Pârău Gruiului (Gruybach), Pătrângeni (Peters; Ompolykövesd), Pirita (Pfirth), Podu lui Paul (Pauls), Runc (Goldrücken), Ruși (Rusch), Suseni (Oberdorf), Trâmpoiele (Trempojel; Kénesd), Valea Mică (Kleinwasser) i Vâltori (Waldrücken; Vultur).

## Geografia
Situat al 36 km al nord-oest d'Alba Iulia, a la depressió de Zlatna, la ciutat es troba a la confluència del riu Ampoi amb el rierol Valea Morilor.

## Clima
Zlatna té un clima continental humit (Cfb a la classificació climàtica de Köppen).